# Muzeum 2 Korpusu Zmechanizowanego w Krakowie
Muzeum 2. Korpusu Zmechanizowanego – muzeum zlokalizowane w Krakowie przy ul. Rakowickiej 29, działające w ramach struktur wojskowych. Muzeum poświęcono historii dokonań żołnierzy związków operacyjnych noszących numer dwa oraz formacji wojskowych związanych z Garnizonem Kraków, w szczególności: 
- II Korpusu 1863-64
- II Korpusu Polskiego na Wschodzie 1917 –1918
- 2 Armii Wojska Polskiego 1920
- Okręgu Generalnego Kraków 1918 – 21
- Dowództwa Okręgu Korpusu V Kraków 1921 - 39
- Armii "Kraków" – 1939
- 2 Korpusu Polskiego 1943-46
- 2 Armii Wojska Polskiego 1944-45
- Dowództwa Okręgu Wojskowego nr V Kraków 1945-54
- Krakowskiego Okręgu Wojskowego 1992-98